# مارين بريدا
مارين بريدا (بالرومانية: Marin Preda)‏ (5 أغسطس 1922-15 مايو 1980) هو كاتب روايات روماني.

## روابط خارجية
- مارين بريدا على موقع IMDb (الإنجليزية)
- مارين بريدا على موقع الموسوعة البريطانية (الإنجليزية)
- مارين بريدا على موقع قاعدة بيانات الفيلم (الإنجليزية)